# Luisa Cáceres de Arismendi

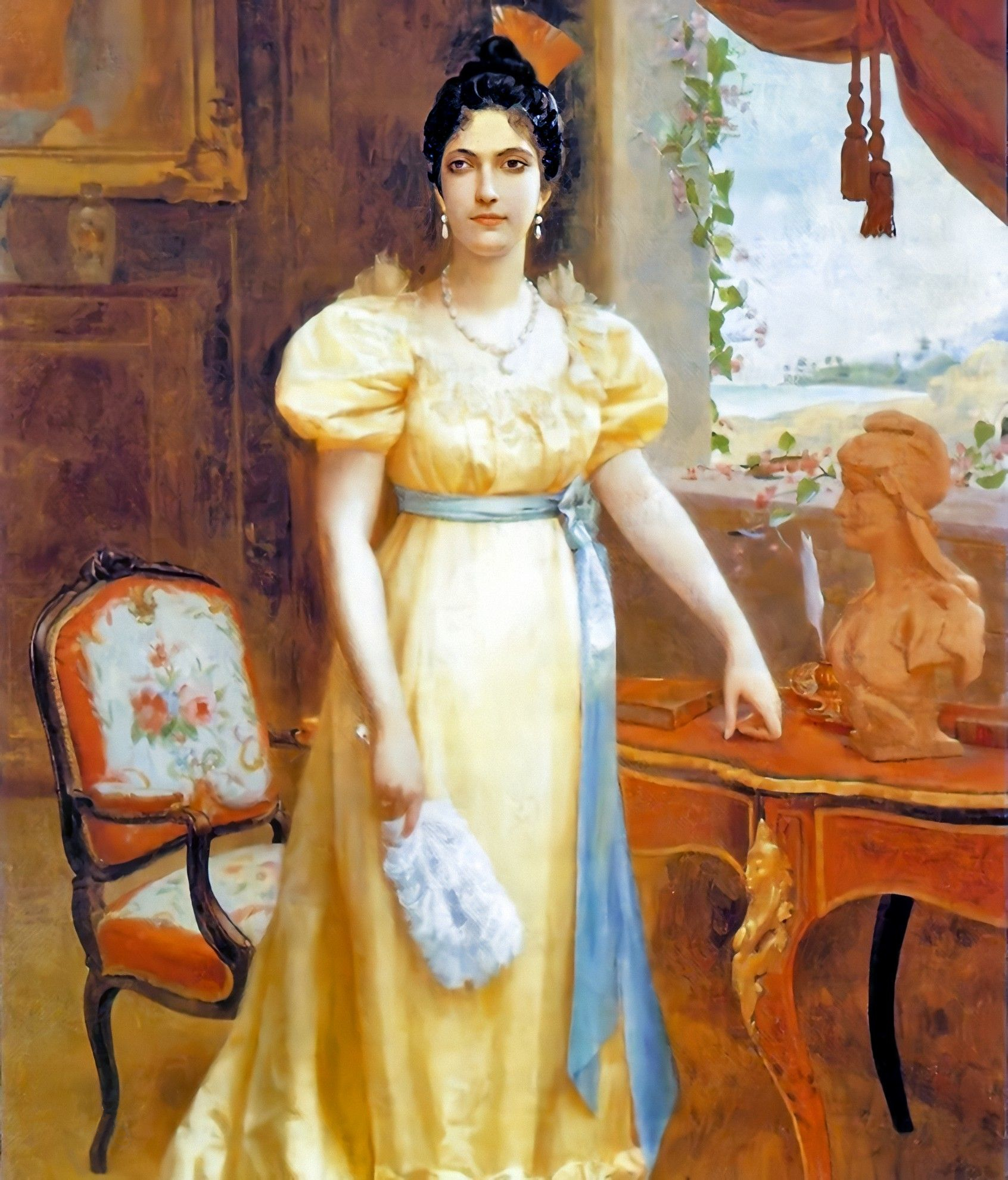
Luisa Cáceres de Arismendi

Luisa Caceres Díaz de Arismendi (* 25. September 1799 in Caracas; † 2. Juni 1866 ebenda) war eine venezolanische Generalsgattin während des Unabhängigkeitskrieges gegen Spanien. Sie gilt in Venezuela als Nationalheldin.
Im September 1815 wurde Cáceres de Arismendi von den Spaniern in der Festung Santa Rosa in La Asunción auf der Isla Margarita, heute der Bundesstaat Nueva Esparta, gefangen gehalten. Als sie verhaftet worden war, weil sie ihren Mann, dem provisorischen patriotischem Gouverneur Juan Bautista Arismendi, nicht den Spaniern des Expeditionsheers von Pablo Morillo verraten wollte, befand sie sich im 5. Schwangerschaftsmonat. Arismendi hatte seit 1810 gegen die Spanier gekämpft und wurde zu dieser Zeit wegen diverser Anschläge auf die Besatzer gesucht. Sein Versuch, seine Ehefrau zu gewaltsam zu befreien, scheiterte blutig. In der Gefangenschaft auf Santa Rosa gebar sie ihr Kind tot.
Wegen der unsicheren Lage im teilweise umkämpften Venezuela wurde sie Anfang 1816 nach Caracas und gegen Ende des Jahres ins spanische Cadiz überführt. Im März 1818 gelang ihr die Flucht in die USA, von wo aus sie ein Viertel Jahr später nach Venezuela zurückkehrte. Im September gewährte der Indienrat der ehemaligen Geisel Straffreiheit. Nach der Schlacht von Carabobo 1821, konnte sie sich mit ihrem Ehemann in Caracas niederlassen, wo sie bis zu ihrem Tod mit 66 Jahren lebte.
1877 wurden die sterblichen Überreste von Luisa Cáceres im Panteón Nacional de Venezuela beigesetzt. Ihr Bild findet sich auf dem 20-Bolívar-Geldschein, des zum 1. Januar 2008 neu eingeführten Bolívar Fuerte.